# Kisbács község
Kisbács község (románul: Comuna Baciu) község Kolozs megyében, Romániában. Központja Kisbács, beosztott falvai Andrásháza, Csonkatelep, Méra, Nádaskóród, Nádaspapfalva, Szucság. 2008 óta Kolozsvár metropolisztérség része.

## Fekvése
Kisbács község Kolozsvár közvetlen szomszédságában található, a Nádas-patak mellett, a Bácsi erdő és a Hója közelében. Áthalad rajta a Kolozsvárt Zilahhal összekötő DN1F főút valamint a 300-as vasúti fővonal.

## Népessége
1850-től a népesség alábbiak szerint alakult:
| Lakosok száma | 3303 | 3993 | 4811 | 6211 | 5947 | 7330 | 7770 | 8139 | 10 317 | 13 922 |
|               | 1850 | 1880 | 1900 | 1930 | 1941 | 1966 | 1992 | 2002 | 2011   | 2021   |

A 2011-es népszámlálás adatai alapján a község népessége 10 317 fő volt, ami növekedést jelent a 2002-ben feljegyzett 8139 főhöz képest. A lakosság többsége román (61,53%),  a magyarok részaránya 29,02%, a romáké 6,39%. Vallási hovatartozás szerint a lakosság többsége ortodox 58,78%, emellett élnek a községben reformátusok (22,49%), római katolikusok (7,61%), pünkösdisták (2,02%), görögkatolikusok (1,84%) és baptisták (1,28%).

## Nevezetességei
A község területéről az alábbi épületek szerepelnek a romániai műemlékek jegyzékében:
- a csonkatelepi Keresztelő Szent János születése fatemplom (CJ-II-m-B-07749)
- a mérai református templom (CJ-II-m-B-07708)
- a nádaskóródi református parókia (CJ-II-m-B-07581)
- a nádaspapfalvi Bornemisza–Matskássy-kúria (CJ-II-m-B-07739)
- a szucsági református templom (CJ-II-m-B-07772)

Országos jelentőségű természetvédelmi területek:
- Bácsi-torok
- Nádaskóródi kövület-lelőhely.

## Híres emberek
- Szucságon születtek Versényi György (1852–1918) költő, F. Györffy Anna (1915) grafikus, Györffy György (1917–2000) történész, Újvári Ferenc (1922) kisebbségpolitikai író, Alexandru Vlad (1950) író.